# Dingyuan

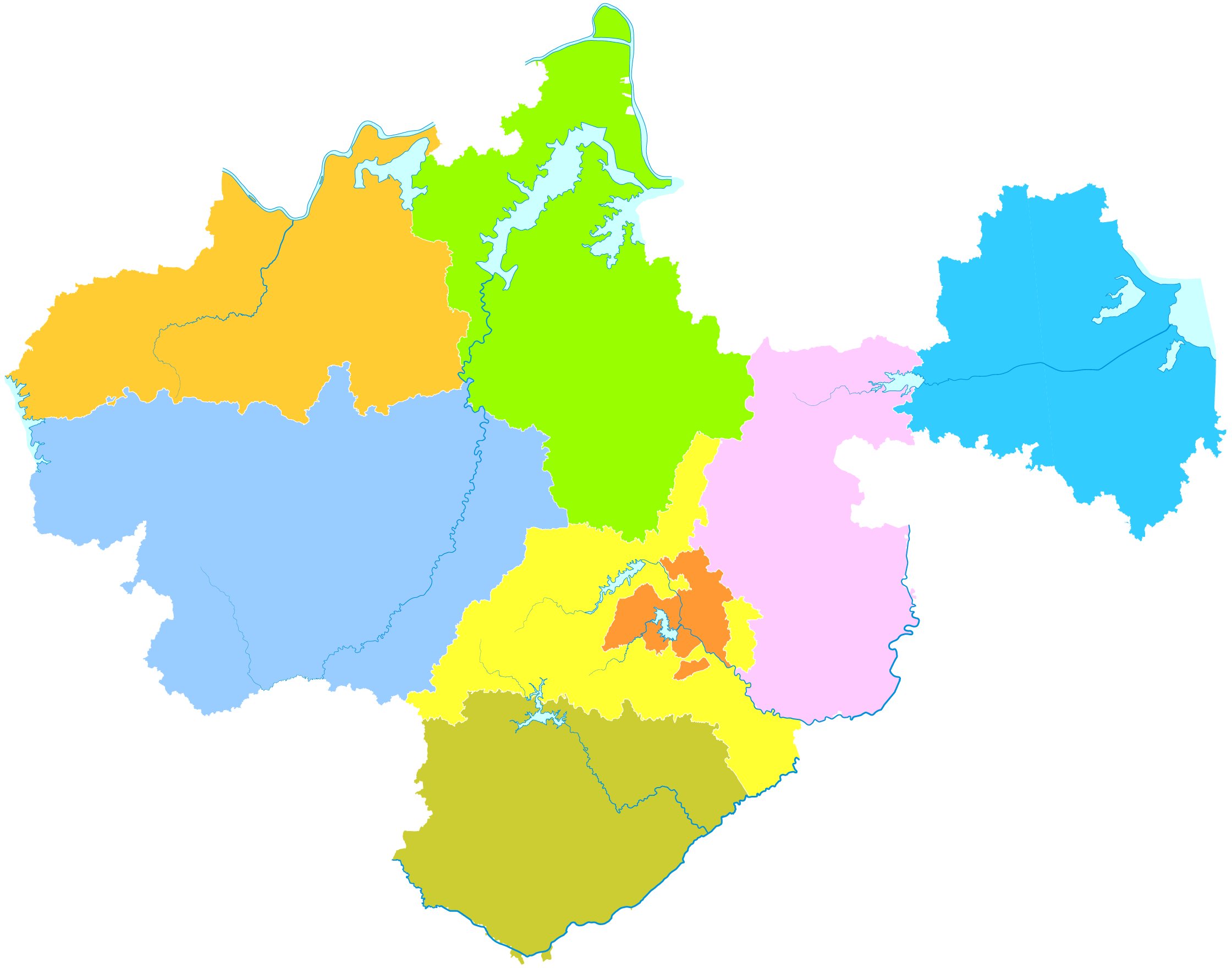
Lage des Stadtbezirks Dingyuan im Gebiet der bezirksfreien Stadt Chuzhou

Der Kreis Dingyuan (chinesisch 定远县, Pinyin Dìngyuǎn Xiàn) ist ein Kreis der bezirksfreien Stadt Chuzhou in der chinesischen Provinz Anhui. Er hat eine Fläche von 2.998 Quadratkilometern und zählt 671.361 Einwohner (Stand: Ende 2020). Sein Hauptort ist die Großgemeinde Dingcheng (定城).

## Administrative Gliederung
Im Jahr 2022 war der Kreis auf Gemeindeebene in 22 Großgemeinden, eine Wirtschaftsentwicklungszone (经济开发区) und 258 Dörfer unterteilt.